# Star Wars: Battlefront - Renegade Squadron
 (juillet 2019).
Si vous disposez d'ouvrages ou d'articles de référence ou si vous connaissez des sites web de qualité traitant du thème abordé ici, merci de compléter l'article en donnant les références utiles à sa vérifiabilité et en les liant à la section « Notes et références ».
Star Wars Battlefront: Renegade Squadron est un jeu vidéo de tir à la troisième personne développé par Rebellion Developments et édité par LucasArts, disponible en octobre 2007 exclusivement sur PlayStation Portable. Il s'agit du troisième volet de la série Star Wars: Battlefront.
Renegade Squadron est l'un des premiers jeux disponibles dans une offre groupée avec la nouvelle version PSP redesign. Les Renegades forment un groupe de rebelles commandés par Han Solo et ayant participé à plusieurs batailles célèbres, notamment sur Yavin IV et Hoth.

## Synopsis
De nombreuses années ont passé depuis la Bataille d'Endor. Après la mort de l'Empereur Palpatine,
la Nouvelle République s'efforce d'effacer les derniers vestiges de l'Empire Galactique. 
Après la restauration des archives du Temple Jedi, l'archiviste Tionne découvre les traces d'une mystérieuse unité rebelle baptisée Escadron Renegade créé après la bataille de Yavin et 
ayant officié pendant la Guerre Civile Galactique. Après plusieurs recherches, elle réussit à contacter celui qui en fut le leader : le commandant Col Serra.
Celui-ci lui raconte alors l'histoire de l'escadron Renegade. Pendant la Guerre Civile Galactique, Han Solo avait demandé à Col Serra de recruter des hommes pour cet escadron. 
Vous avez été engagé pour faire partie de l'escadron Renegade. Votre aventure commence au moment où l'Etoile Noire vient juste d'être détruite. 
Aidez l'Alliance à vaincre l'Empire et sauvez la Galaxie. Son destin est entre vos mains!

## Conquête galactique
Il existe aussi un mode conquête galactique où le joueur peut choisir entre deux factions: Impérial ou Rebelle, il doit se battre pour  le contrôle de la galaxie.

## Liste des terrains jouables
- Sullust
- Tatooine
- Hoth
- Base Echo
- Espace Aldérande
- Espace Hoth
- Espace Kashyyk
- Espace Kessel
- Kashyyk
- Saleucami
- Ord Mantell
- Boz Pity
- Endor
- Géonosis
- Mustafar
- Mygeeto
- Naboo
- bespin